# 綠帶省
綠帶省 （阿拉伯语：‎）是利比亞的一個省，位於該國東北部，北臨地中海。面積12,800平方公里。2003年人口108,860人。首府艾卜亞爾。